# Прапор Желєзнодорожного
Місто Желєзнодорожний (Московська область Російської Федерації) має власні символи, серед яких герб міста та прапор.

## Історія
Прапор було затверджено 20 березня 2002 року.

## Опис
Синє полотнище із співвідношенням сторін 2:3, з червоною смугою вздовж нижнього краю, яка становить 1/3 полотнища, яка несе в центрі зображення фігур герба.